# Tyngdlöshet

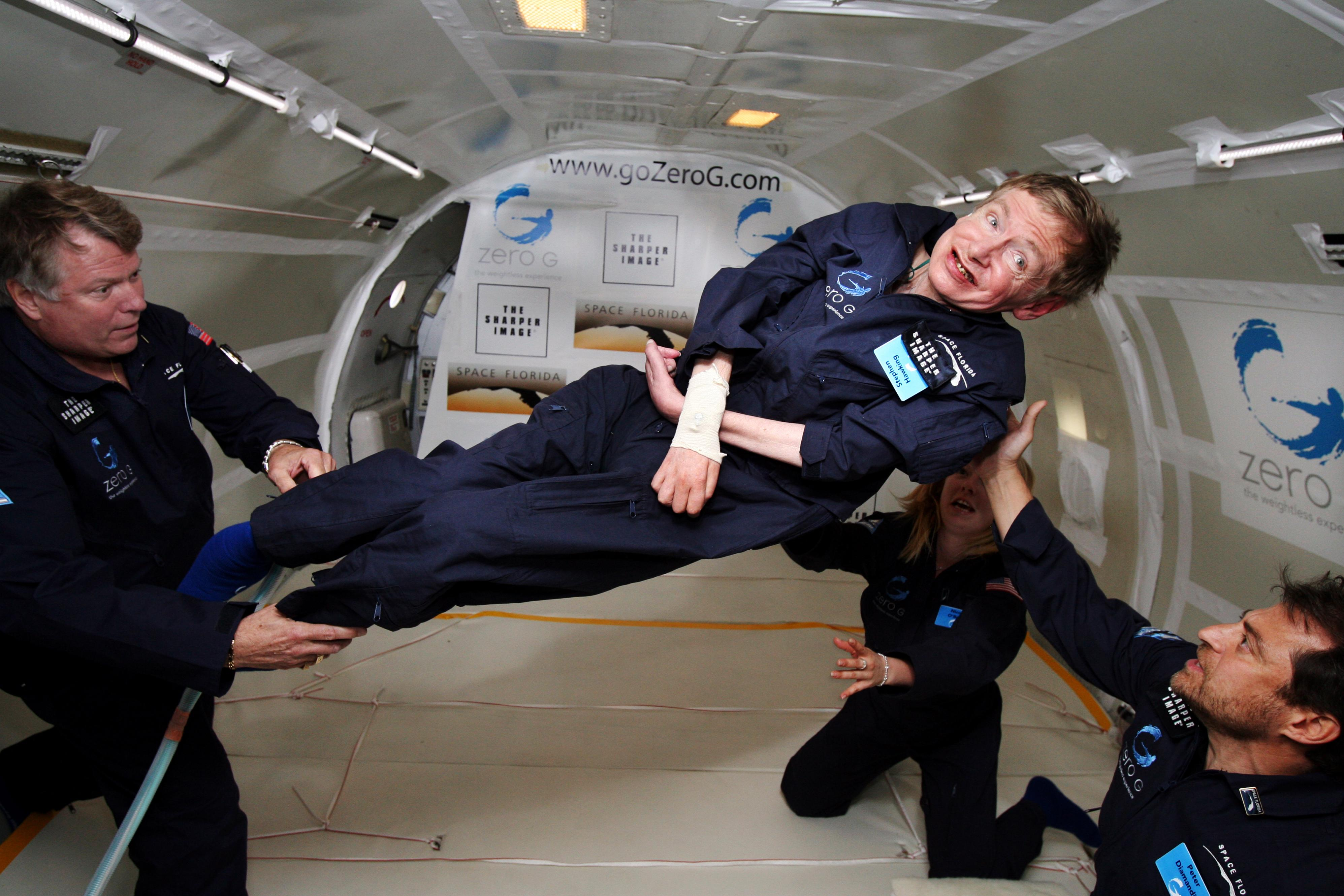
Stephen Hawking i en Boeing 727 modifierad av Zero Gravity Corporation för simulering av mikrogravitation.

Tyngdlöshet uppstår när något befinner sig i fritt fall. Detta kan uppnås på flera sätt, men mest känt är kanske tyngdlösheten som uppstår i en rymdfarkost utan acceleration. Tyngdlöshet uppstår även kortvarigt vid sådana stunder då vi inte känner något stöd under våra fötter, till exempel då vi hoppar upp i luften.
Ordet tyngdlöshet ersätts i vetenskapliga sammanhang av ordet mikrogravitation. Till exempel så är jordens gravitationsfält på den internationella rymdstationen (ISS) ungefär 90 % av fältet på jordytan, men på grund av den krökta bana som ISS följer runt jorden så motverkar gravitation och centrifugalkraft varandra och ger tyngdlösa förhållanden, eller mikrogravitation. Förledet mikro avser de små avvikelser från perfekt tyngdlöshet på grund av rotation eller andra ofullkomligheter, vilka kan vara så små som miljondelar av normal tyngdkraft på jorden.

## Utförande
Mikrogravitation existerar i praktiken endast under två förhållanden:
- Om något befinner sig tillräckligt långt ut i tomma rymden.
- Om något befinner sig i fritt fall utan luftmotstånd i förhållande till ett gravitationsfält.

Det första förhållandet är extremt svårt att uppnå om avsikten är att utföra experiment i mikrogravitation, då solens gravitationsfält fortfarande är relativt kraftigt i jordens närhet. Mikrogravitation existerar först mycket långt ut från både jorden och andra himlakroppar.
Det andra förhållandet kan i praktiken åstadkommas på tre sätt:
- Fritt fall i en vakuumkammare.
- I ett flygplan som flyger i en parabolisk båge.
- I omloppsbana runt en himlakropp.

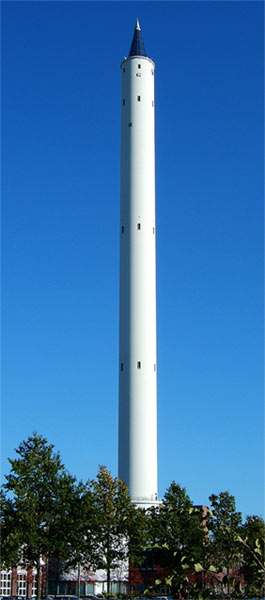
Falltornet i Bremen.

Det första sättet med vakuumkammare är relativt enkelt att anordna, men ger mikrogravitation under som mest ett fåtal sekunder på grund av vakuumkammarens begränsade storlek. Redan för att uppnå en sekunds mikrogravitation krävs en kammare med 5 meters höjd vilket ger begränsningar på experimentuppställningens storlek. Vakuum är nödvändigt för att inte få uppbromsning på grund av luftmotstånd, vilket i sin tur ger problemet att många ämnen kokar i vakuum vilket kan störa experimentet som ska utföras. Om experimentet måste utföras vid ett specifikt tryck så måste experimentet därför inneslutas i en tryckkammare i det redan trånga utrymme man har till sitt förfogande. I Bremen i Tyskland finns ett torn med ett 123 meter högt evakuerat rör för att studera effekter av mikrogravitation, vilket som mest möjliggör cirka 5 sekunders falltid.
Det andra sättet, ett flygplan som flyger i vertikal båge (kastparabel), ger mer utrymme till förfogande och kan ge upp till en halv minuts mikrogravitation. Metoden är vanlig för snabba experiment i mikrogravitation och även för astronautträning av NASA. Utrustningen måste stå löst på golvet så att den lyfter och svävar fritt från golv, väggar och tak inne i kabinen, då flygplanet i sig själv inte kan styras tillräckligt exakt för att upprätthålla mikrogravitation. Precis som i föregående exempel har föremålen och personerna en vikt, eftersom de faller mot jordytan, men den är inte uppenbar.
Det tredje sättet är i en rymdfarkost i omloppsbana. Omloppsbanan är en extrem variant av fritt fall och kan ses som att marken böjer undan under rymdfarkosten lika fort som den faller. Gravitation och centrifugalkraft motverkar varandra så att resultanten blir nära mycket nära noll. Detta är enda praktiska sättet att utföra experiment i mikrogravitation under längre tider.
Experiment i mikrogravitation är intressanta bland annat för att vissa ämnen som normalt inte kan blandas går att blanda i mikrogravitation, vilket kan användas för att till exempel framställa nya material. Även tillväxt av kristaller kan ske på ett mer symmetriskt sätt när de inte utsätts för jordens gravitation, resulterande i till exempel bättre, mindre och tillförlitligare elektronikkomponenter.